# ケ・テ・ペルドネ・ディオス
『ケ・テ・ぺルドネ・ディオス』（原題: Que te perdone Dios）は、メキシコのテレビドラマ。アメリカ合衆国のテレビネットワークユニビジョンで2015年1月19日から7月10日まで放送された。

## 登場人物
アビガイル・リオス / アビガイル・ラモス・フローレス
演：ズリア・ベガ
マテオ・ロペス・ゲラ・フエンテス
演：マーク・タチェル
ファウスト・ロペス・ゲラ
演：セルヒオ・ゴイリ
レナータ・フローレス・デル・アンヘル・デ・ロペス・ゲラ
演：レベッカ・ジョーンズ
マカリア・リオス
演：サビーン・ムージャー
ヘレナ・フエンテス・ヴィウダ・デ・ロペス・ゲラ
演：マリア・ソルテ
パトリシオ・ドゥアルテ
演：ルネ・ストリックラー
ダイアナ・モンテロ
演：アルテア・ハラボ